# 羅克艾蘭 (伊利諾伊州)
羅克艾蘭（英語：Rock Island）是一個位於美国伊利诺伊州羅克艾蘭郡的城市。根據2010年美國人口普查，該地人口為39018人，而該地的面積約為44.19平方千米。同時該地也是羅克艾蘭縣的縣治。

## 地理
羅克艾蘭的座標為41°29′21″N 90°34′23″W / 41.48917°N 90.57306°W，而該地的平均海拔高度為173米（即568英尺）。